# W spodniach czy w sukience?
W spodniach czy w sukience? – album Ani Dąbrowskiej wydany w 2008 roku. Nagrania dotarły do 1. miejsca listy OLiS.

## Ogólne informacje
Był to trzeci album piosenkarki, a jego premiera odbyła się 16 czerwca 2008 roku. Był nagrywany przez cztery miesiące w warszawskim studio Jazzboy Records. Podczas nagrywania albumu piosenkarka pracowała m.in. z Bogdanem Kondrackim (który wyprodukował całość), Leszkiem Możdżerem i Karoliną Kozak, autorką kilku tekstów. W warstwie brzmieniowej płyta nawiązywała do stylu retro, znanego z poprzedniej płyty, choć zawierała bardziej zróżnicowany materiał.
Pierwszym singlem promującym płytę był utwór „Nigdy więcej nie tańcz ze mną”, drugim – piosenka tytułowa. Oba single spotkały się z dużą popularnością. Na początku 2009 roku do stacji radiowych trafił kolejny singel, „Smutek mam we krwi”, a na antenie Radia Opole promowany był także utwór „Póki mi starczy sił”.
Album okazał się sukcesem komercyjnym. W lipcu uzyskał status złotej płyty, natomiast na początku września płyta pokryła się platyną. Płyta zajęła 6. miejsce w rankingu najlepiej sprzedających się albumów w 2008 roku w Polsce, a łączny jej nakład przekroczył liczbę 50 tys. egzemplarzy. Dzięki wysokiej sprzedaży płyty Ania Dąbrowska zajęła trzecie miejsce podczas koncertu TOP festiwalu TOPtrendy 2009.

## Lista utworów
1. „Turu tu tu...” – 3:40
2. „Smutek mam we krwi” – 3:31
3. „W spodniach czy w sukience” – 5:18
4. „Nigdy więcej nie tańcz ze mną” – 2:58
5. „Znowu przyszło lato” – 3:38
6. „Póki mi starczy sił” – 5:01
7. „Bardzo lubię opowiadania o miłości” – 2:48
8. „Jesteś jak sen o spadaniu” – 3:08
9. „Ciągle mylę cię z nim” – 5:05
10. „Zmieniaj mnie gdy zechcesz” – 4:22

Teledysk: „Nigdy więcej nie tańcz ze mną"

## Ania Nissan Micra Tour
Ania Nissan Micra Tour – trasa koncertowa polskiej piosenkarki Ani Dąbrowskiej z 2008 roku. Tournée promowało płytę W spodniach czy w sukience?. Sponsorem trasy był producent Nissan Micra.

### Koncerty
| Data                 | Miasto       | Miejsce                                                       |
| -------------------- | ------------ | ------------------------------------------------------------- |
| 17 października 2008 | Poznań       | Zamek Cesarski w Poznaniu                                     |
| 18 października 2008 | Szczecin     | Państwowa Filharmonia im. Mieczysława Karłowicza w Szczecinie |
| 19 października 2008 | Zielona Góra | Filharmonia Zielonogórska                                     |
| 23 października 2008 | Wrocław      | CS Impart                                                     |
| 24 października 2008 | Lubin        | CK Muza                                                       |
| 25 października 2008 | Kraków       | Rotunda                                                       |
| 26 października 2008 | Katowice     | Mega Club                                                     |
| 7 listopada 2008     | Łódź         | Funaberia 2                                                   |
| 9 listopada 2008     | Lublin       | Filharmonia im. H. Wieniawskiego                              |
| 11 listopada 2008    | Warszawa     | Klub „Stodoła”                                                |
| 14 listopada 2008    | Bydgoszcz    | Adria                                                         |
| 15 listopada 2008    | Gdynia       | Ucho                                                          |